# Niwki (przystanek kolejowy)
Niwki (biał. Ніўкі, ros. Нивки) – przystanek kolejowy w pobliżu miejscowości Niwki, w rejonie miadzielskim, w obwodzie mińskim, na Białorusi. Położony jest na linii Połock – Mołodeczno.